# Pagurus bullisi
Pagurus bullisi is een tienpotigensoort uit de familie van de Paguridae. De wetenschappelijke naam van de soort is voor het eerst geldig gepubliceerd in 1963 door Wass.